# アイエヌ
株式会社アイエヌは、社会人向けのパソコン教育や官公庁の教育受託事業とその付帯事業を展開する日本の普通法人で、東京中野のほか、新宿エルタワー、埼玉県川越、千葉県市川にある「中野キャリアスクール」を運営する。
提携機関には、コンピュータ教育工学研究所、関連校に1979年創設の学校法人盛本学園、東京吉祥寺の専修学校・専門学校中野スクールオブビジネス、中野スクールオブビジネス渋谷専門学校がある。

## 所在地
- 東京都中野区中野

## 沿革
- 1950年 - 中野タイピスト学校が創設
- 1954年 - アイエヌ創設
- 1980年 - コンピューター技能の取得教育に切り替え、学校名称を中野ＯＡスクールに改称する
- 2004年 - 中野OAスクールの校名を中野キャリアスクールに改称する